# 勞勃·諾克斯
羅拔·亞瑟·諾克斯（英語：Robert Arthur Knox，1989年8月21日—2008年5月24日），英國演員。在電影《哈利波特：混血王子的背叛》中，飾演馬卡·貝爾比一角，同時他是預先簽約演出電影《哈利波特：死神的聖物1》的演員。
2008年5月24日，諾克斯於倫敦東南部郊區席德卡普的一家酒吧外，為了保護其17歲的弟弟而介入一場打鬥，結果替其擋刀而被刺傷身亡。他的謀殺案引起了英國媒體的廣泛關注，行凶者卡爾·諾文·畢曉普（Karl Norman Bishop）隨後被判處無期徒刑，至少20年不得假釋。2008年，羅布·諾克斯基金會（Rob Knox Foundation）為了紀念他而設立了一年一度的電影節—羅布·諾克斯電影節（the Rob Knox Film Festival），該電影節有助於資助當地年輕人的藝術培訓。

## 生平
諾克斯於1989年出生，父母分別是科林·諾克斯（Colin Knox）和莎莉·諾克斯（Sally Knox）。他是貝克斯利的貝斯文法學校的學生。他自11歲時便參與電視演出，在ITV的警匪劇集《The Bill》的一集裡扮演一個小角色，他還出現於英國第四台的真人秀節目《相信我，我是年青人》和BBC的喜劇節目《你走了以後》。此前，他曾在多部作品中擔任臨時演員。
2004年，諾克斯演出的首齣電影作品是2004年的《王者無敵》，另外他還亮相於《今夜》的節目。

### 哈利波特
2007年，諾克斯為改編自英國作家J·K·羅琳的暢銷小說，也就是《哈利波特系列電影》的第六輯—《哈利波特：混血王子的背叛》進行選角，他的角色是馬卡·貝爾比（Marcus Belby），該電影於他去世後的2009年上映。
雖然諾克斯的角色於原著小說的第七輯裡並沒有出現，然而由於他已簽約於該電影系列的最後一輯電影—《哈利波特：死神的聖物》中繼續飾演馬卡·貝爾比一角，故電影公司仍然把列為該電影的演員。由於財務和劇本的原因，這部電影被分作上下集兩個部分；上集於2010年11月發行，而下集於2011年7月發行。

### 死亡

#### 被殺
2008年5月24日，年僅18歲的諾克斯在倫敦東南部郊區席德卡普的地下鐵道酒吧（Metro Bar）外，他為了保護其17歲的弟弟—傑米·諾克斯而介入一場爭執之中，當時傑米正受到一名手持兩把廚刀的男子的威脅，而羅布·諾克斯在過程中遭到對方以兩把廚刀刺死。華納兄弟就諾克斯的去世發表聲明：「我們都對這個消息感到震驚和悲痛，此時此刻，我們對他的家人表示同情，願他的家人能夠平復心情。」

#### 卡爾·畢曉普的逮捕和審判
來自席德卡普卡爾頓路的男子—行凶者卡爾·諾文·畢曉普（Karl Norman Bishop），他在1987年生於倫敦東南部的路易咸區，於被捕後指控犯下謀殺罪。他被拘留並一直待在那裡直至2009年2月出庭聆訊。畢曉普於2009年3月4日被判謀殺罪成，並且被判處至少20年的無期徒刑，然後才有條件考慮假釋。警方報告指，畢曉普對自己的犯罪行為亳無悔意，並稱他因為自己的黑人膚色而遭到諾克斯的攻擊。

## 作品
| 電影     | 電影                                                   | 電影         | 電影       |
| 年份     | 標題                                                   | 角色         | 附註       |
| -------- | ------------------------------------------------------ | ------------ | ---------- |
| 2004     | 王者無敵                                               | 臨時演員     | 不記名     |
| 2009     | 哈利波特：混血王子的背叛                               | 馬卡·貝爾比  | 去世後發布 |
| 2021     | (K)nox：羅布·諾克斯故事 （(K)nox: The Rob Knox Story） | 他本人       | 去世後發布 |
| 電視節目 |                                                        |              |            |
| 年份     | 標題                                                   | 角色         | 附註       |
| 2000     | The Bill                                               | 不詳         | 1集        |
|          | 相信我，我是年青人                                     | 他本人       |            |
| 2007     | 你走了以後                                             | 祖殊（Josh） | 兩集       |

## 外部連結
- Robert Knox在互联网电影资料库（IMDb）上的資料（英文）